# 美国陆军第160特种作战航空团
美国陆军第160特种作战航空团（英語：U.S. Army 160th Special Operations Aviation Regiment (Airborne)，縮寫為 160th SOAR (A)）是美国陆军特种作战部队中唯一的航空部队，绰号“暗夜潜行者”（英語：Night Stalkers），座右铭“暗夜潜行，永不止歇！”（英語：Night Stalkers Don't Quit），主要负责对三角洲部队、海军特战開發群和其他特種作戰部隊提供直升机运输支援和直升机攻击支援。

## 组建与编制
第160特种作战航空团的前身是1977年编成的第159航空营D连，是以支援夜间特种作战为目的而创建的直升机支援部队，1981改编为“第160航空营”，部署到美国肯塔基州坎贝尔堡陆军基地，后来部队的规模逐渐扩大，发展成团的规模，到1990年5月，更名为“第160特种作战航空团”。
第160特种作战航空团由司令部和航空训练中队（坎贝尔堡）、第1营（坎贝尔堡）、第2营（坎贝尔堡）、第3营（斯图尔特堡）、第4营（路易斯堡）等组成。

## 作战任务
第160特种作战航空团的主要任务是为陆军特种作战部队提供直升机侦察、攻击支援以及作战人员的空投与撤离、营救人质等。除机密任务外，反恐作战支援飞行是该航空团的另一项重要任务。在人质解救战中，根据人质营救行动的空中机动需求，利用直升机迅速将特种部队送到房屋、移动车辆、海上舰船甚至空中飞行器等目标上面。发起突击行动后，继续向突击部队提供所需要的火力支援或人员撤离的支援飞行。

## 装备
目前第160特种作战航空团装备有约190架不同类型的直升机，其中包括AH/MH-6M偵查直升機47架、MH-47G運輸直升機71架、MH-60L通用直升機、MH-60M通用直升機和MH-60L DAP滲透者武裝攻擊直升機约72架等黑鷹系列特种作战用直升机。

## 选拔与训练
第160特种作战航空团的飞行员训练主要包括约3个月的基础课程和在此之后的战术课程。
在基础课程中，将重点放在配戴夜视镜的夜间飞行及夜间飞行导航技术的掌握等方面，要达到配戴夜视装置能熟练操作直升机的程度。由于通过夜视装置看到的影像没有立体感和距离感，在配戴夜视装置的情况下所展开的夜间飞行难度极大，需要高度集中精力，但并不缺乏刺激性。
顺利完成基础课程后，则进入根据不同机种区分的战术课程阶段。第160特种作战航空团装备有多种直升机，根据特种作战的需要，对每一种直升机都进行了搭载特种作战用电子装置等不同改进。飞行员不仅需要熟练掌握这些直升机的操作技巧，还要学会从未使用过的高尖端电子设备的操作方法，要想熟练地操作这些仪器需要相当长的时间。
在完成7—9个月的战术课程后，飞行员可获得“初级任务资格（BMQ）”，开始部署到实战部队，参加实战。但在这一阶段还只是一般的驾驶员而已，要想取得机长资格，还需要1年的时间。如果想进一步取得指挥编队的队长资格，则再需要1—2年的时间。
另一方面，直升机机组人员则需要接受基础课程训练，并要取得跳伞资格。被录用后，要掌握直升机内的各种电子装置的操作方法、紧急着陆时的作战方式、向特种部队队员的空中支援方法等技巧，才能部署到实战部队。